# Foulque macroule
Fulica atra
Espèce
Statut de conservation UICN

 LC  : Préoccupation mineure
Répartition géographique
- zone de nidification
- présence annuelle
- aire d'hivernage

La Foulque macroule (Fulica atra) est une espèce d'oiseaux de la famille des Rallidae. Originaire d'une vaste partie de l'Ancien Monde et de l'Océanie, elle est la principale espèce de foulque naturellement présente en Europe.
C'est une espèce grégaire sur les étendues d'eau en hiver. Migratrice partielle, au vol d'apparence laborieuse, elle niche dans les roselières ou parmi les plantes palustres.
Elle est souvent confondue par le public avec la poule d'eau. Elle s'en différencie pourtant aisément par son gabarit plus massif, son bec blanc qui se prolonge par une plaque blanche sur son front, son plumage assez uniformément gris-noir et ses pattes plus courtes, verdâtres, avec de grands doigts lobés bleuâtres à la morphologie particulière. Plus aquatique, elle passe le plus clair de son temps à flotter à découvert sur les plans d'eau, ce qui rend cet oiseau abondant bien visible partout où il est présent. Elle plonge très fréquemment pour chercher sa nourriture, majoritairement végétale, jusqu'à plusieurs mètres de profondeur. Au contraire, la poule d'eau, plus farouche, se cache souvent dans la végétation dense des berges ou flottante, trouve sa nourriture plus près de la surface ou parmi les végétaux émergents et va fréquemment picorer sur la terre ferme. Les deux espèces cohabitent très souvent dans des zones humides diverses, car elles y occupent des niches écologiques différenciées.
Avec la poule d'eau et le canard colvert, la foulque macroule fait partie des oiseaux d'eau qui fréquentent souvent les plans d'eau anthropisés, comme les canaux et les étangs des parcs urbains. Là où elle n'est pas chassée, elle peut devenir très familière avec l'homme. On peut alors l'observer se nourrir de près, sans qu'elle soit effarouchée. Elle peut nicher près des habitations, voire dans les ports.
La foulque macroule est aussi appelée blairie en Picardie, judelle ou jodelle dans l'Ouest. Elle était autrefois aussi nommée morelle selon Buffon, en raison de sa couleur noire.

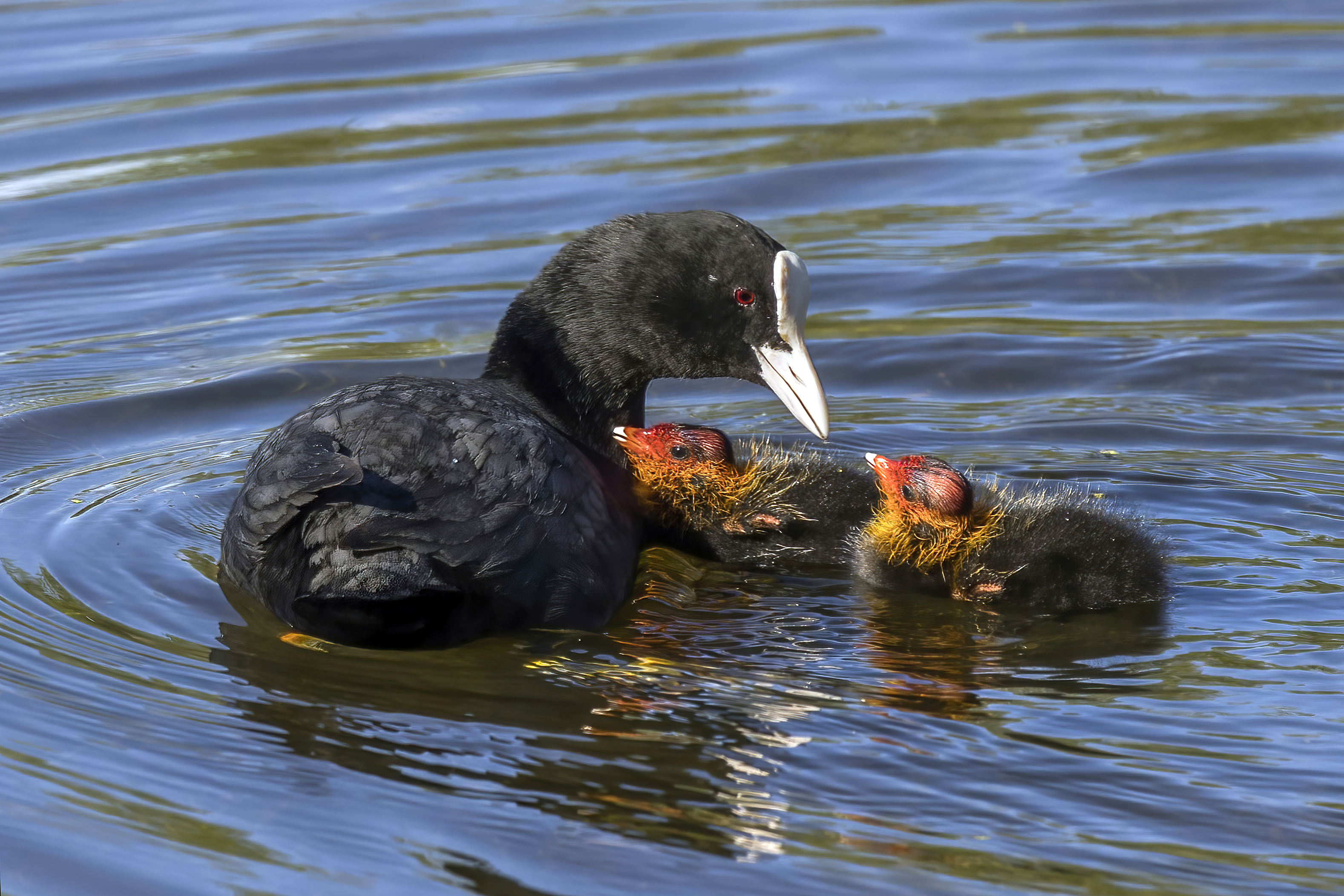
Foulque macroule avec ses petits, vers Trujillo (Espagne). Avril 2022.

## Description
C'est un oiseau au corps arrondi ; la plupart des spécimens arborent un plumage presque entièrement gris-noir. Il mesure entre 32 et 42 cm de long. Il pèse de 300 g à 1,2 kg.
La foulque — souvent confondue avec la poule d'eau, un peu plus petite à l'âge adulte —  s'en distingue par ses pattes verdâtres aux longs doigts lobés, un bec blanc surmonté d'une plaque frontale (ou écusson) également blanche, des yeux ronds et rouges et des rémiges secondaires bordées de blanc.

## Comportement

### Chant
La foulque chante plutôt de nuit ou lors de ses vols au printemps ; son répertoire inclut une sorte de bref éternuement.

### Alimentation
Il a un régime omnivore, à forte tendance végétarienne. Elle plonge souvent et habilement pour chercher sa nourriture jusqu'à 2, voire 4 à 5 m de profondeur. Elle nage lentement, avec un hochement caractéristique de la tête. Elle défend son territoire et en chasse les intrus.

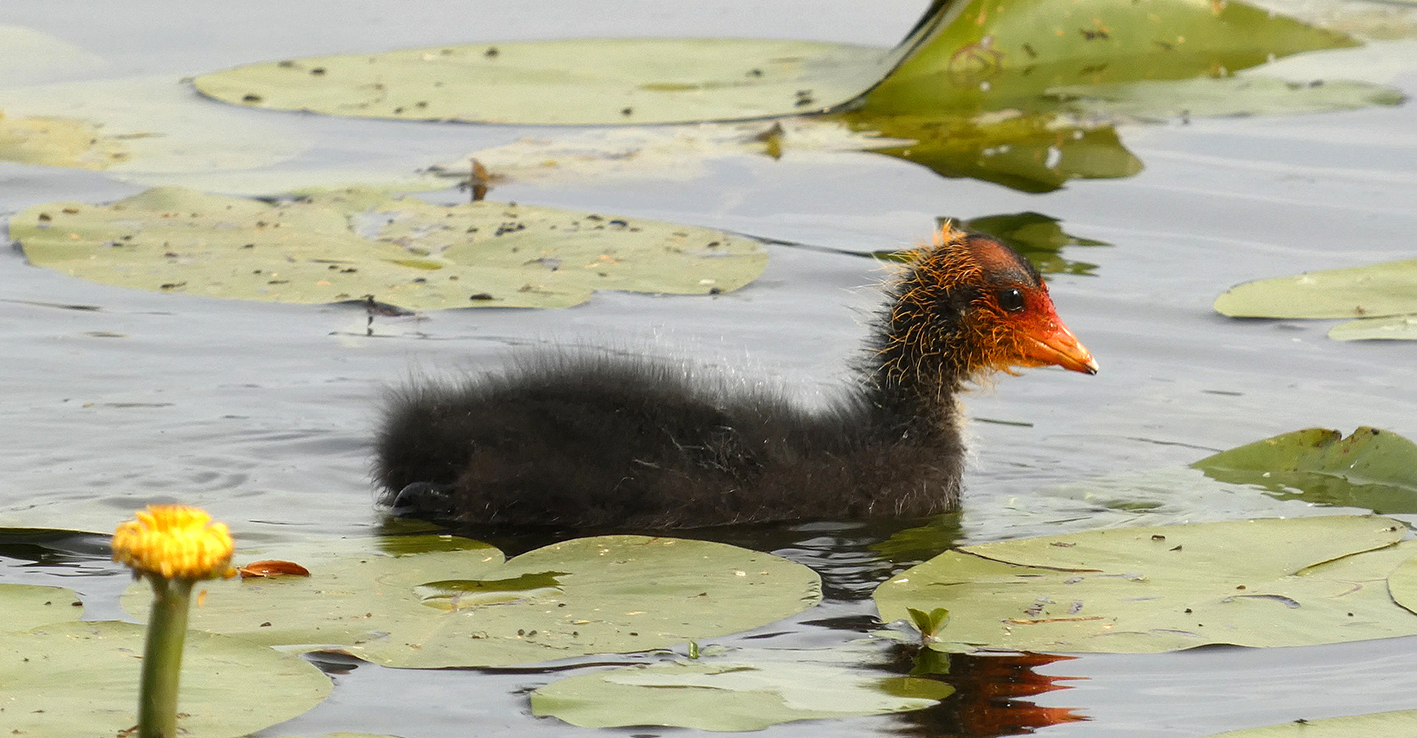
Poussin.

### Reproduction

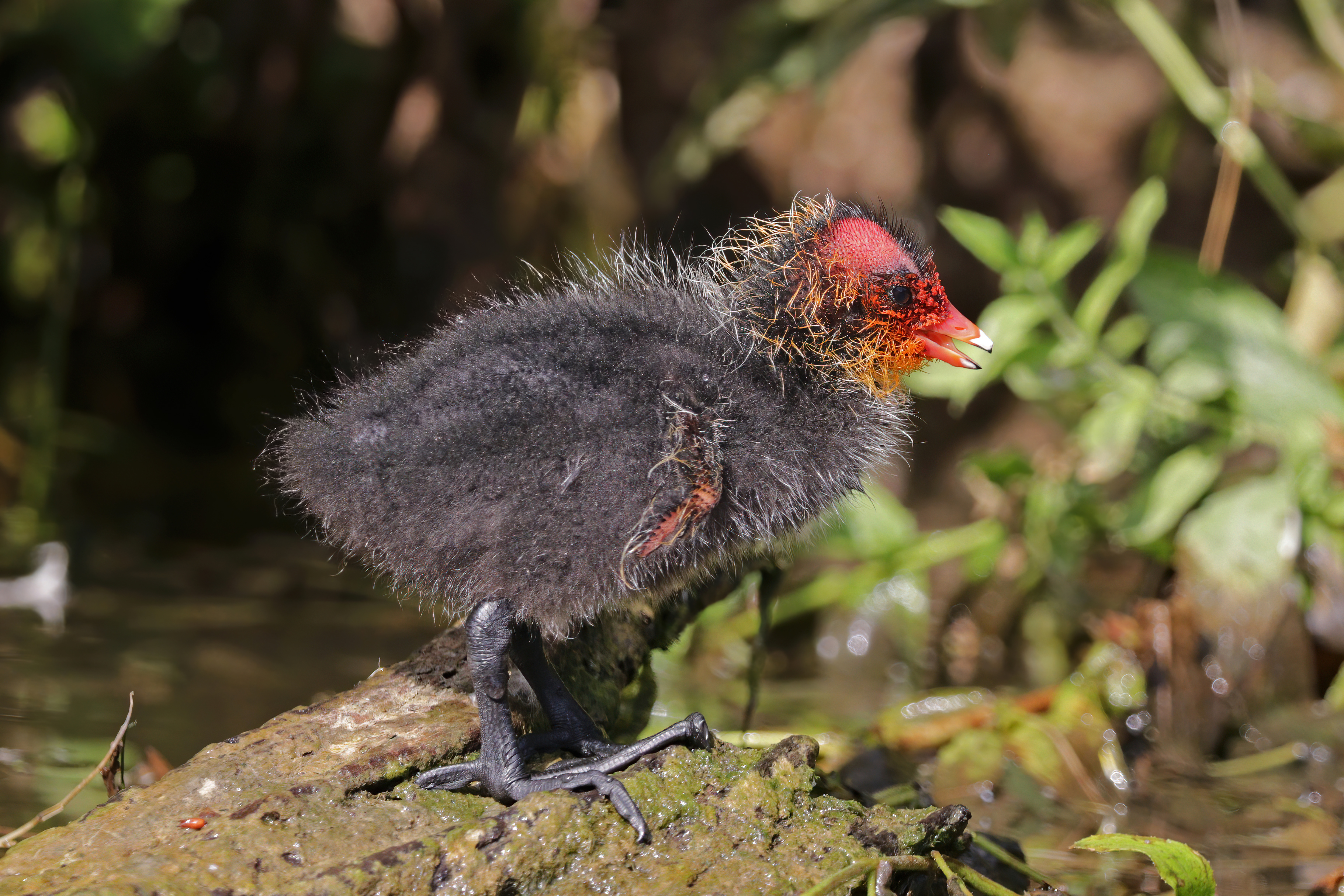
Jeune foulque macroule dans le marais audomarois dans le Pas-de-Calais. Juillet 2020.

Comme la poule d'eau, la foulque construit généralement un nid de branchages et matières végétales, posé sur une souche ou des végétaux à la surface de l'eau, souvent à faible profondeur et bien visible. Le nid peut être renforcé et surélevé si l'eau ne monte pas trop rapidement.

La femelle pond de 5 à 9 œufs blanc cassé brillant légèrement mouchetés (plus volumineux et plus clairs que ceux de la poule d'eau). L'incubation dure un peu plus de 21 jours et les poussins sortent souvent de l'œuf sur plusieurs jours, fin avril pour les premières couvées (d'autres pouvant suivre en cas de perte des petits) jusqu'en fin juillet. Les jeunes quittent le nid après quelques jours, encadrés en sous-groupes par les deux parents. La femelle niche avec une moitié de la portée alors que le mâle construit une nouvelle plate-forme pour les poussins qu'il élève. Les jeunes mangent de manière autonome après 4 semaines. Il leur faut encore 4 semaines avant de pouvoir voler. Les jeunes ont une tête et un bec rouge à la naissance.

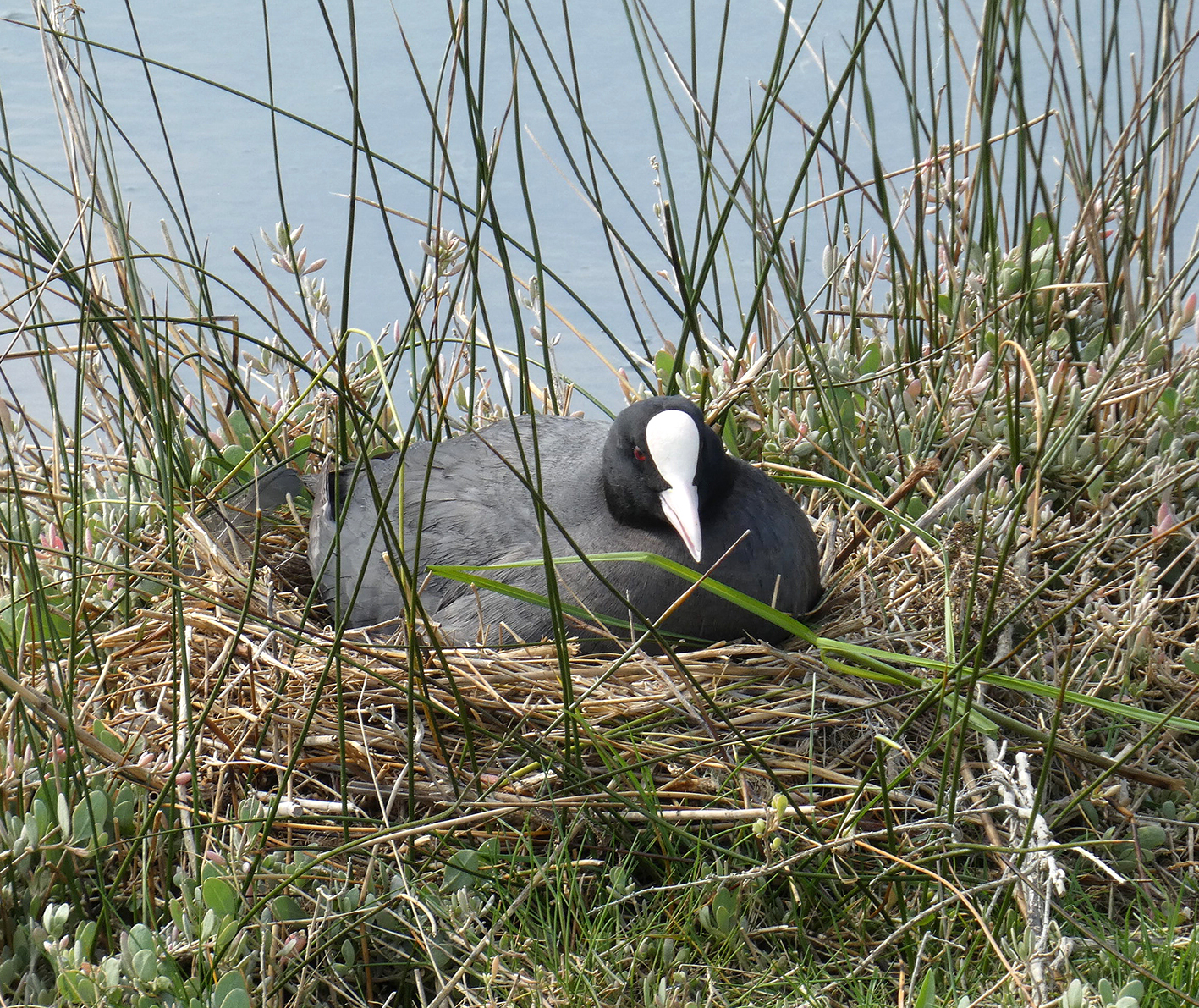
Couvaison.

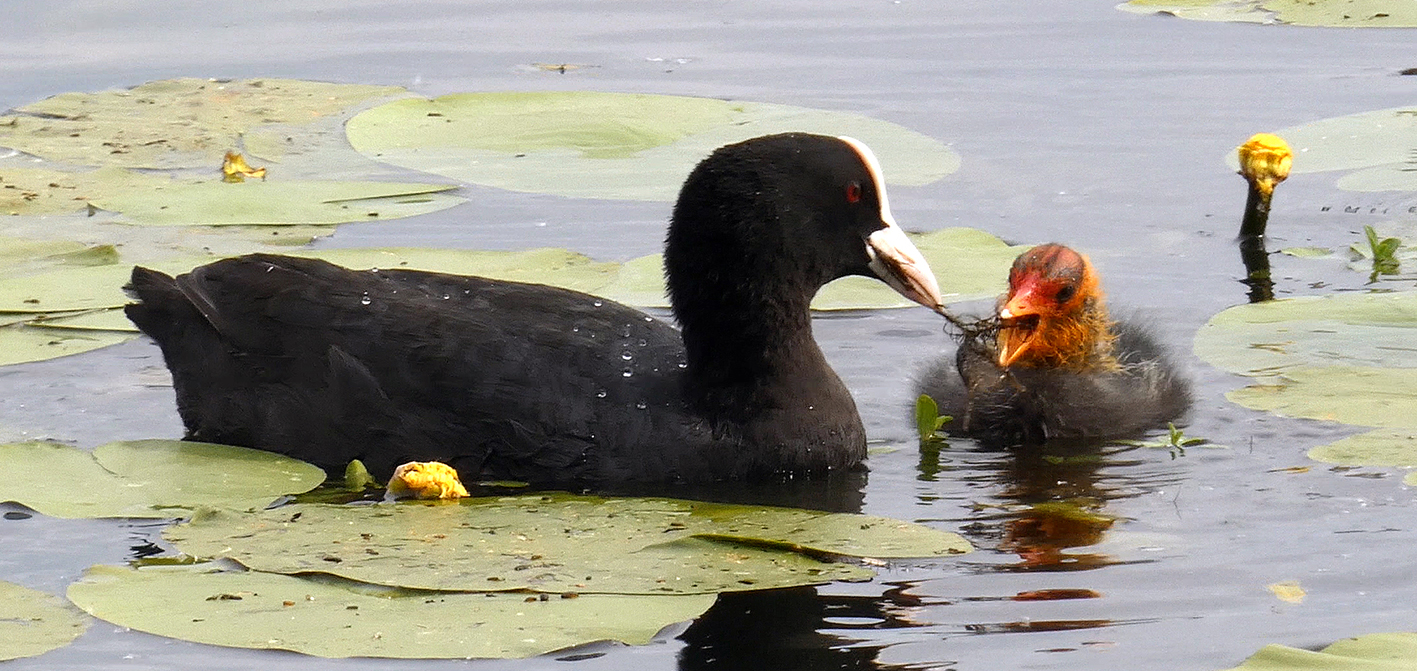
Nourrissage d'un poussin.

## Habitat

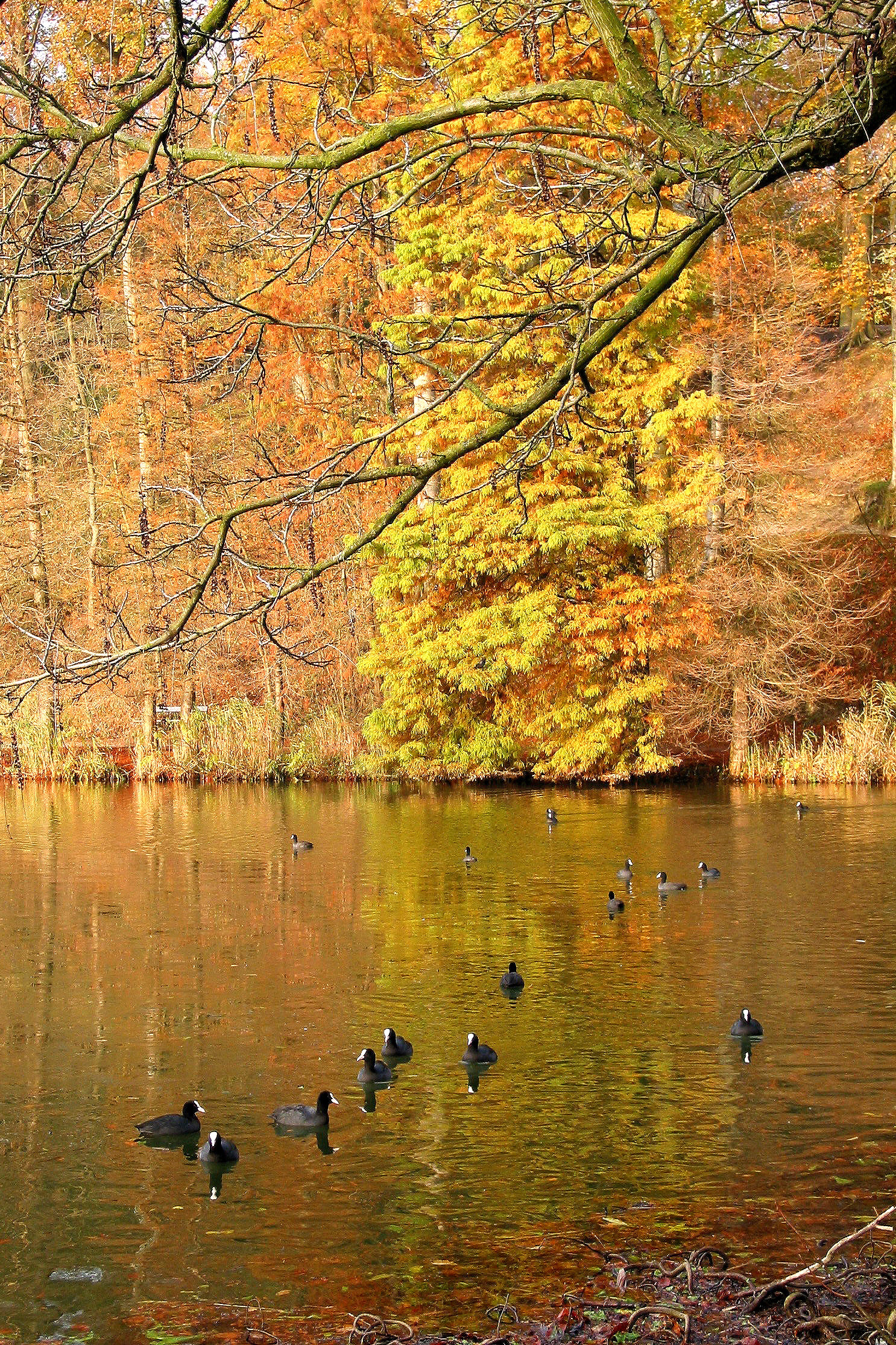
Colonie de foulques (Domaine Solvay) à La Hulpe.

Cet oiseau vit et niche dans les berges de cours d'eau et dans presque tous les types de zones humides (hors tourbières acides). On le trouve occasionnellement sur des eaux saumâtres ou salées (baies de faible profondeur).

## Répartition et sous-espèces
Selon la classification de référence du Congrès ornithologique international (15.1, 2025) il se répartit en quatre sous-espèces :
- F. a. atra (Linné, 1758) — paléarctique et Asie du Sud ;
- F. a. lugubris (Müller, S, 1847) — petites îles de la Sonde et nord-ouest de la Nouvelle-Guinée ;
- F. a. novaeguineae (Rand, 1940) — centre de la Nouvelle-Guinée ;
- F. a. australis (Gould, 1845) — Australie et Nouvelle-Zélande.

Ses deux plus importants sites d'hivernage en France demeurent la Camargue et le lac du Bourget : un peu plus 10 000 foulques y sont recensées chaque année.

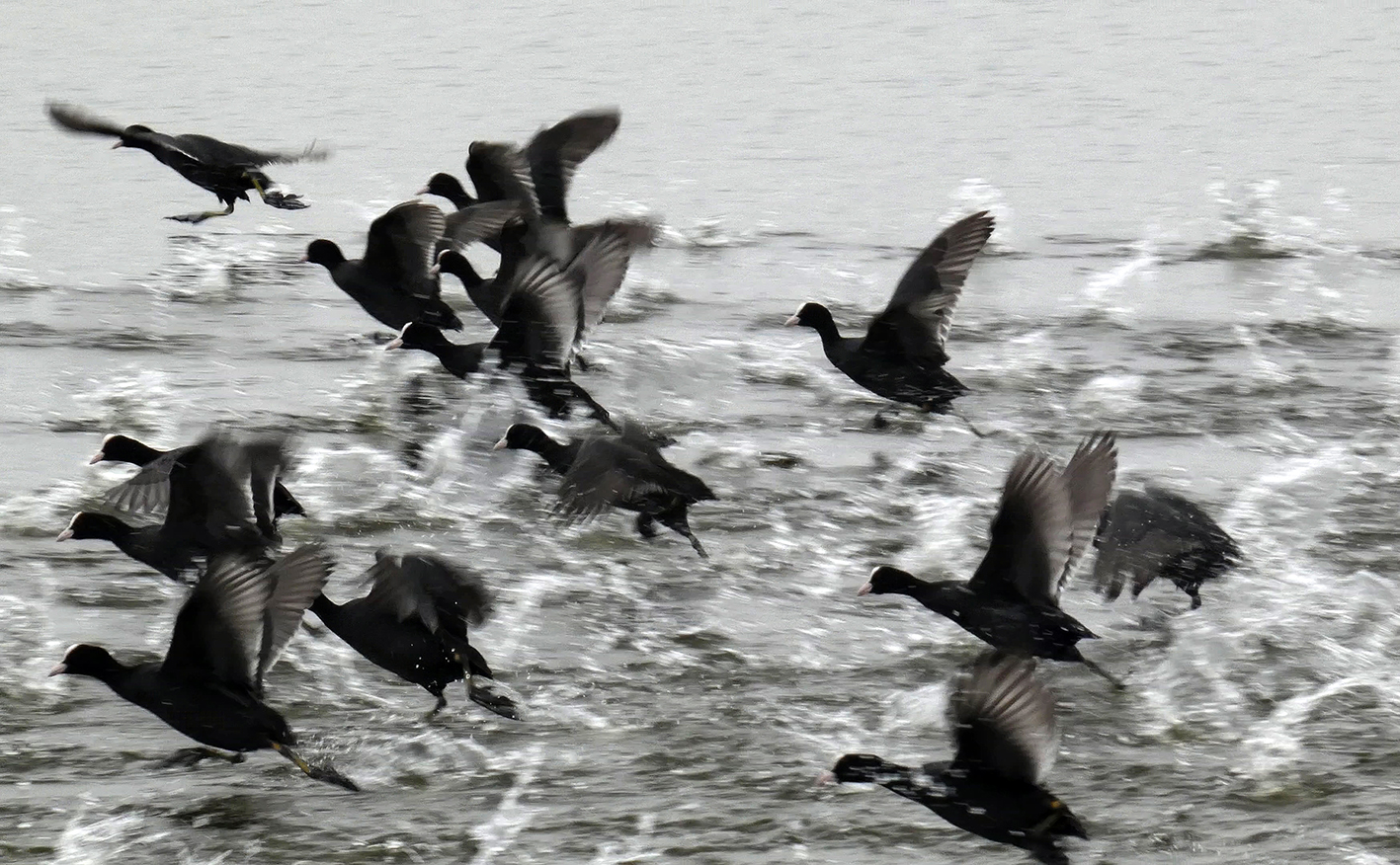
Etang de la Brenne.

## Pathologies
Une étude sérologique récente (2018) aux Pays-Bas a montré que les foulques pouvaient être infectées par le virus tropical Usutu, qui remonte vers le nord, et considéré comme source d'une maladie émergente, qui a été trouvée en Europe depuis le début du XXIe siècle chez diverses autres espèces d'oiseaux, un virus pouvant parfois toucher l'homme, probablement inoculé par des moustiques Culex pipiens, mais rarement à ce jour, tant que ce virus ne mute pas en s'adaptant à notre organisme.

## Galerie

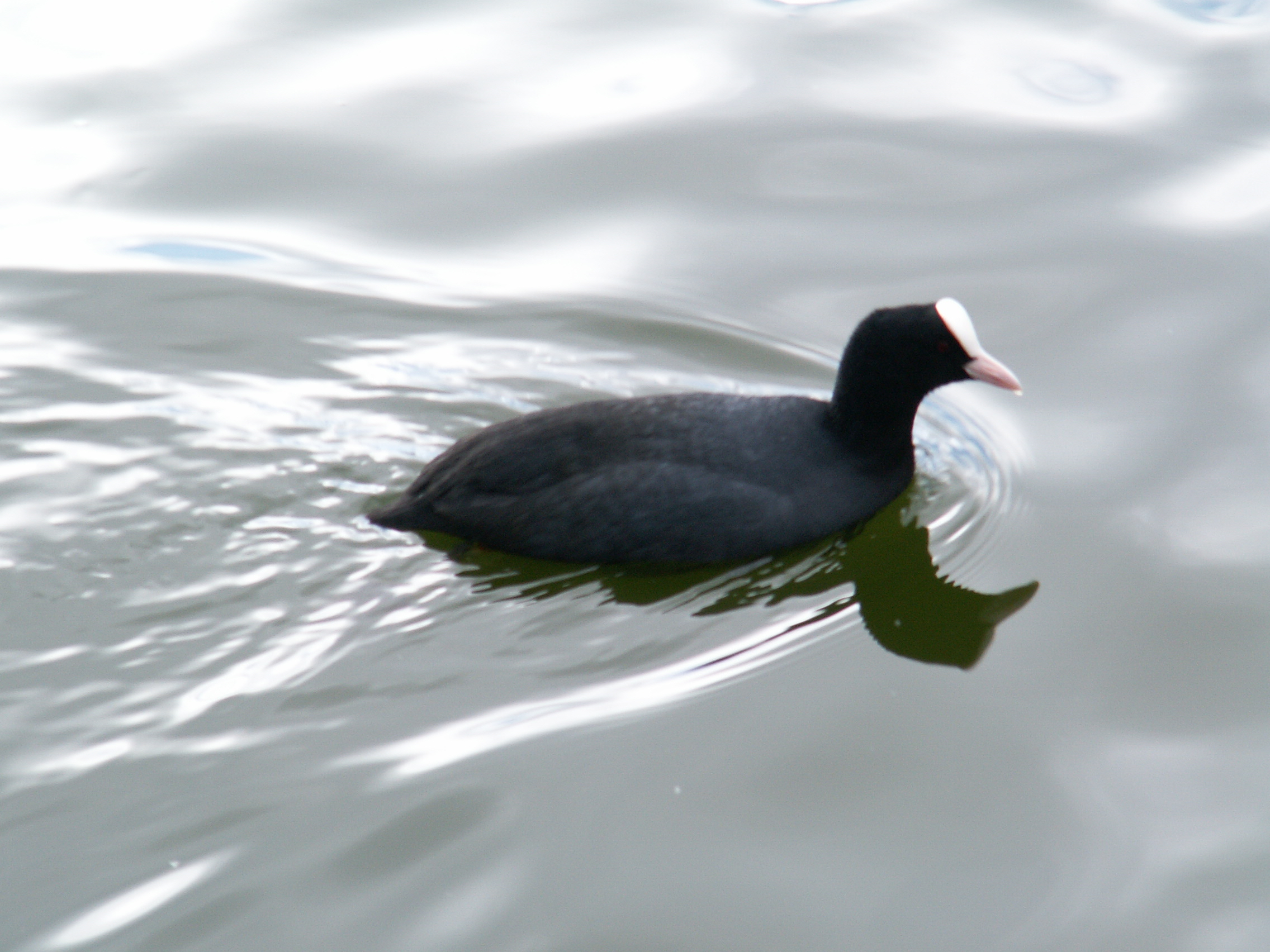
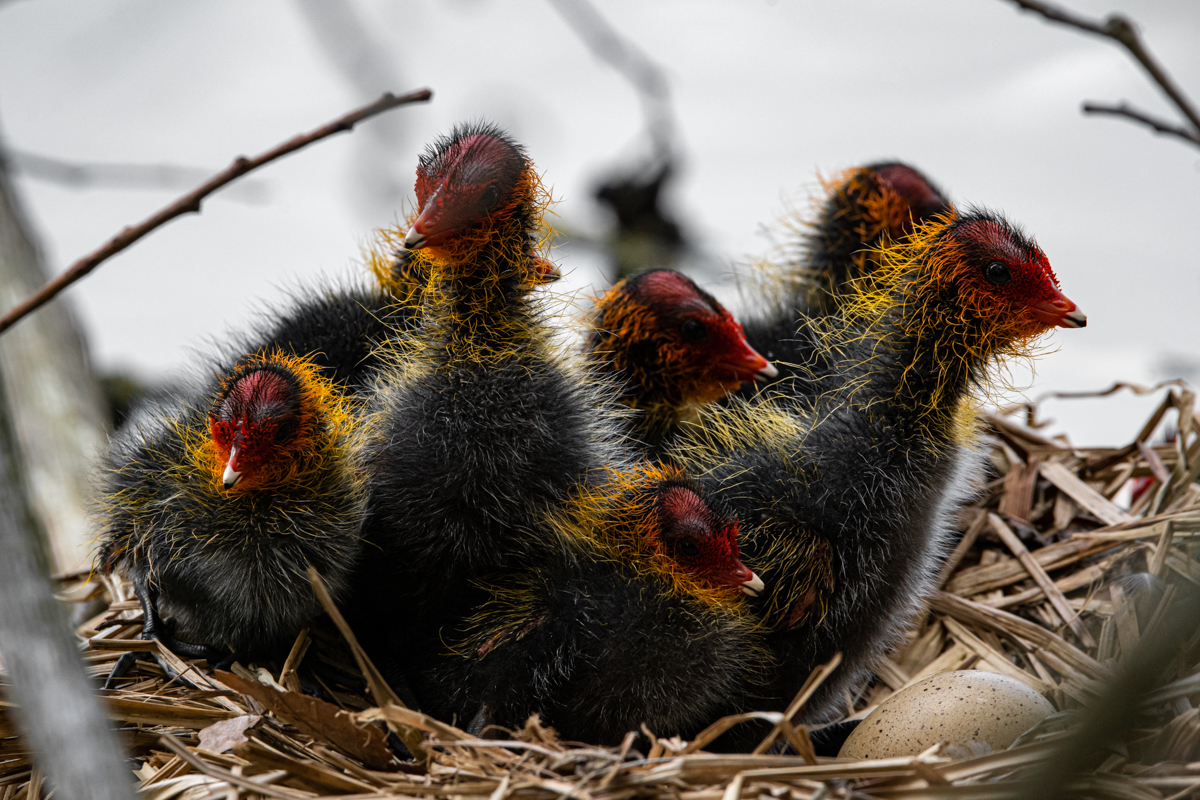
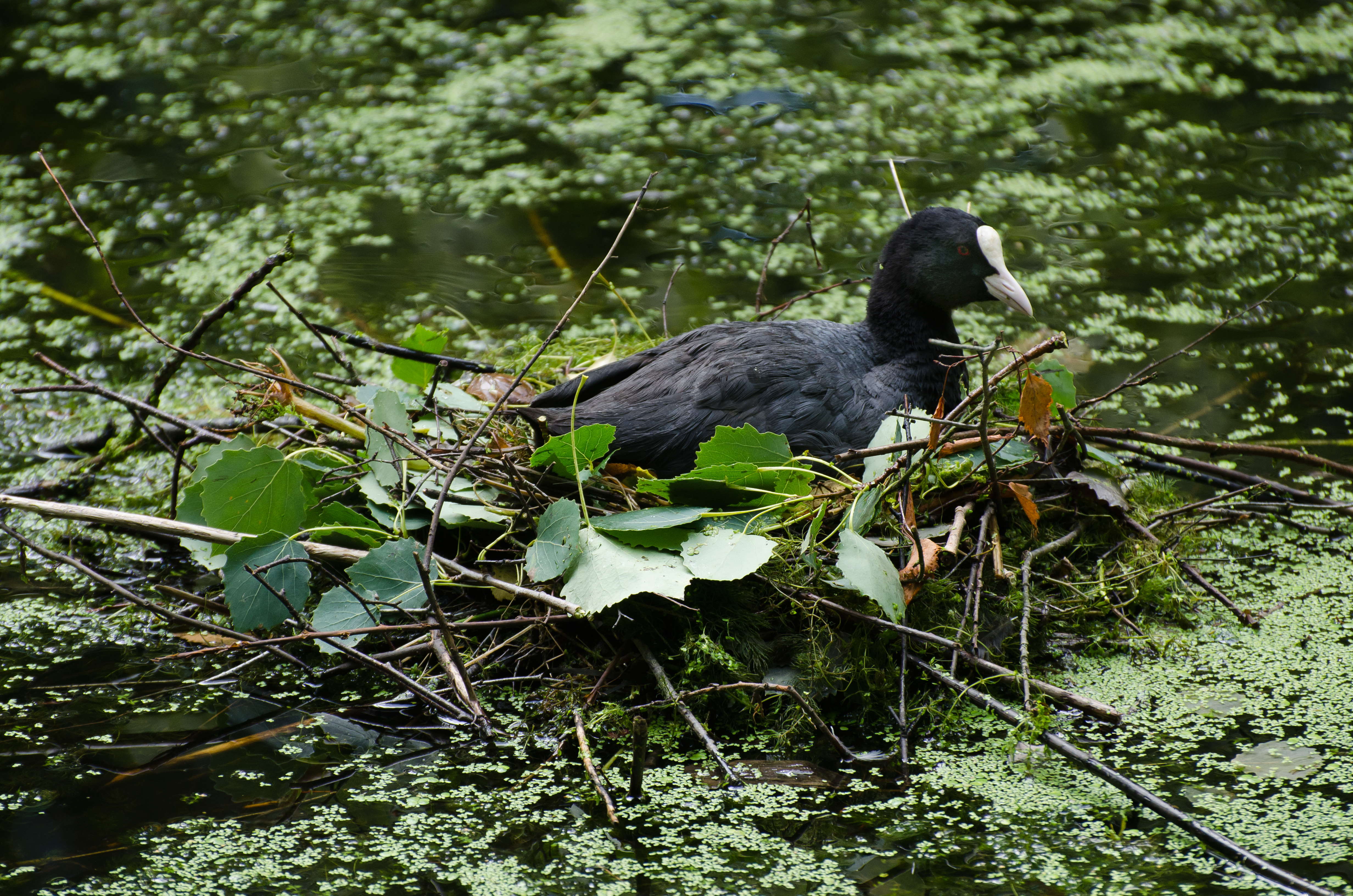
Fulica atra au nid
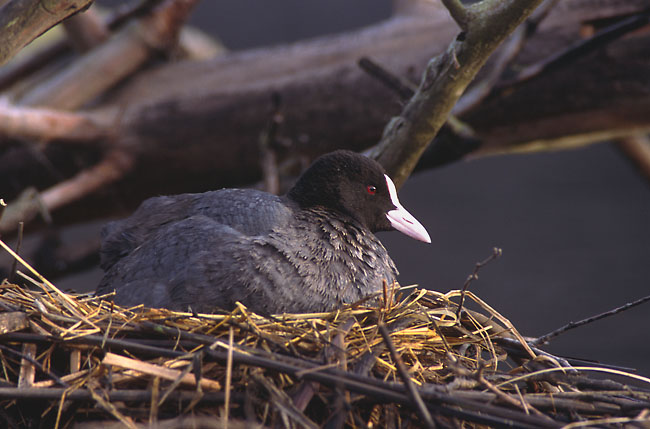
Foulque au nid
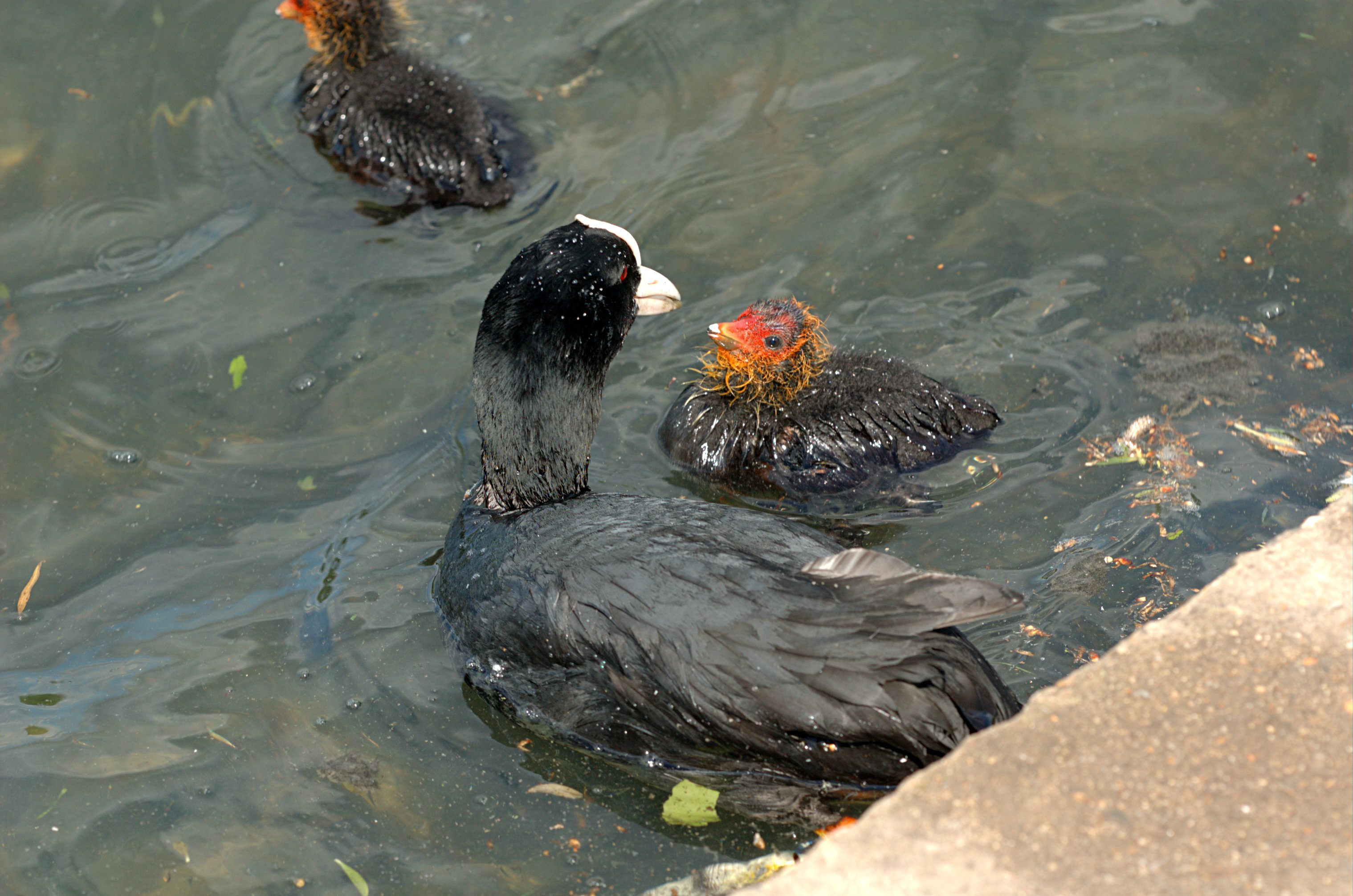
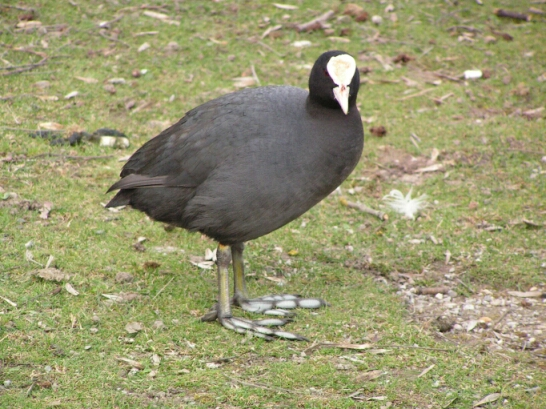
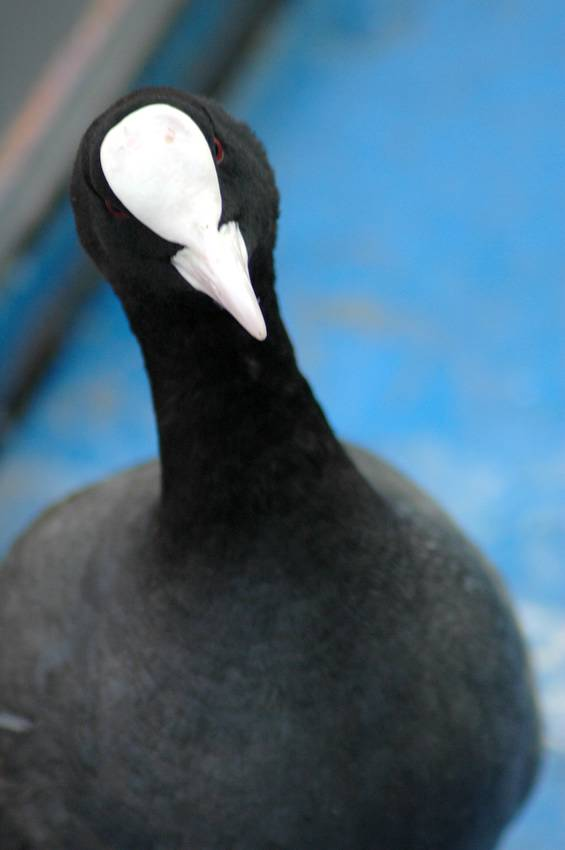
Foulque, Amsterdam
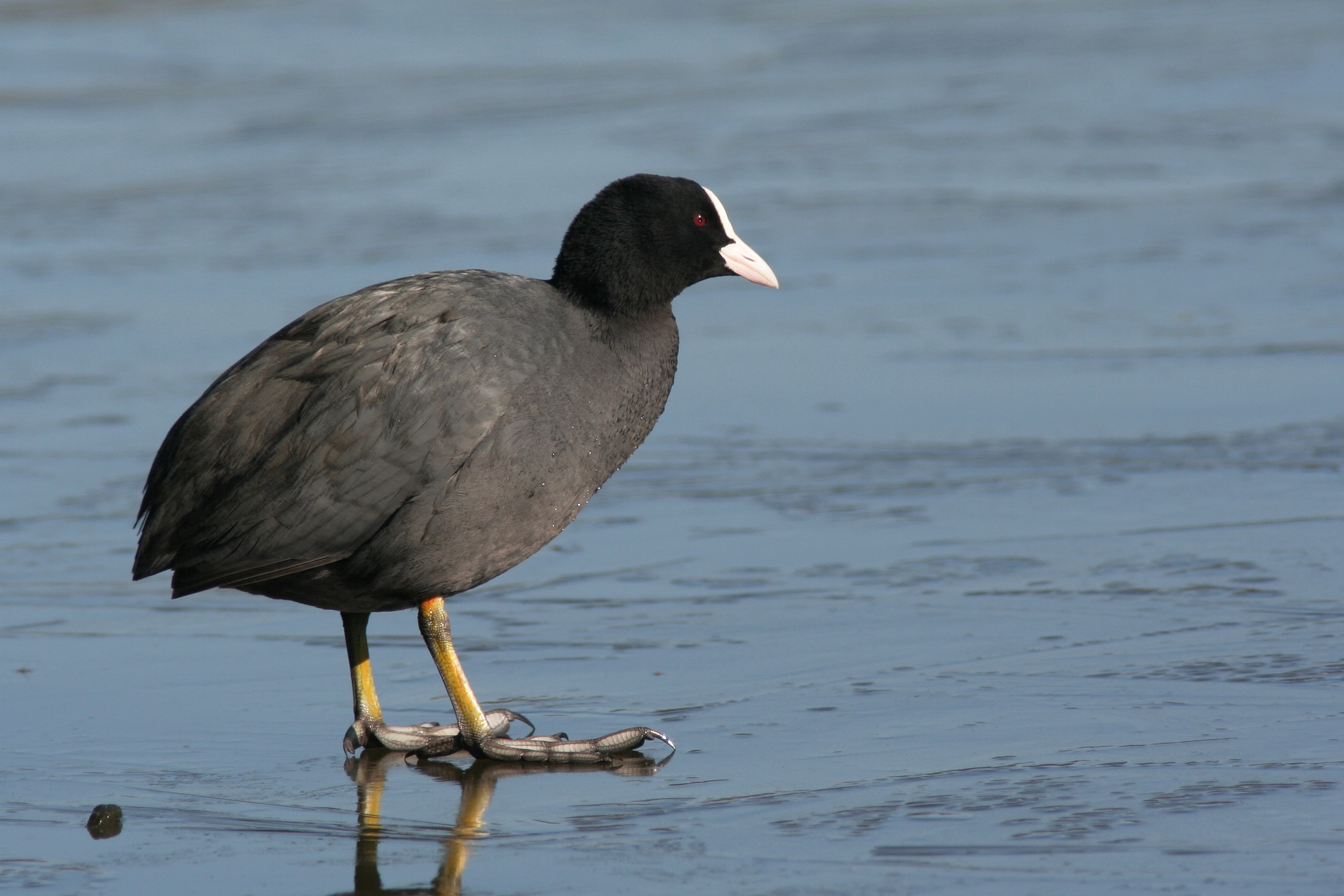
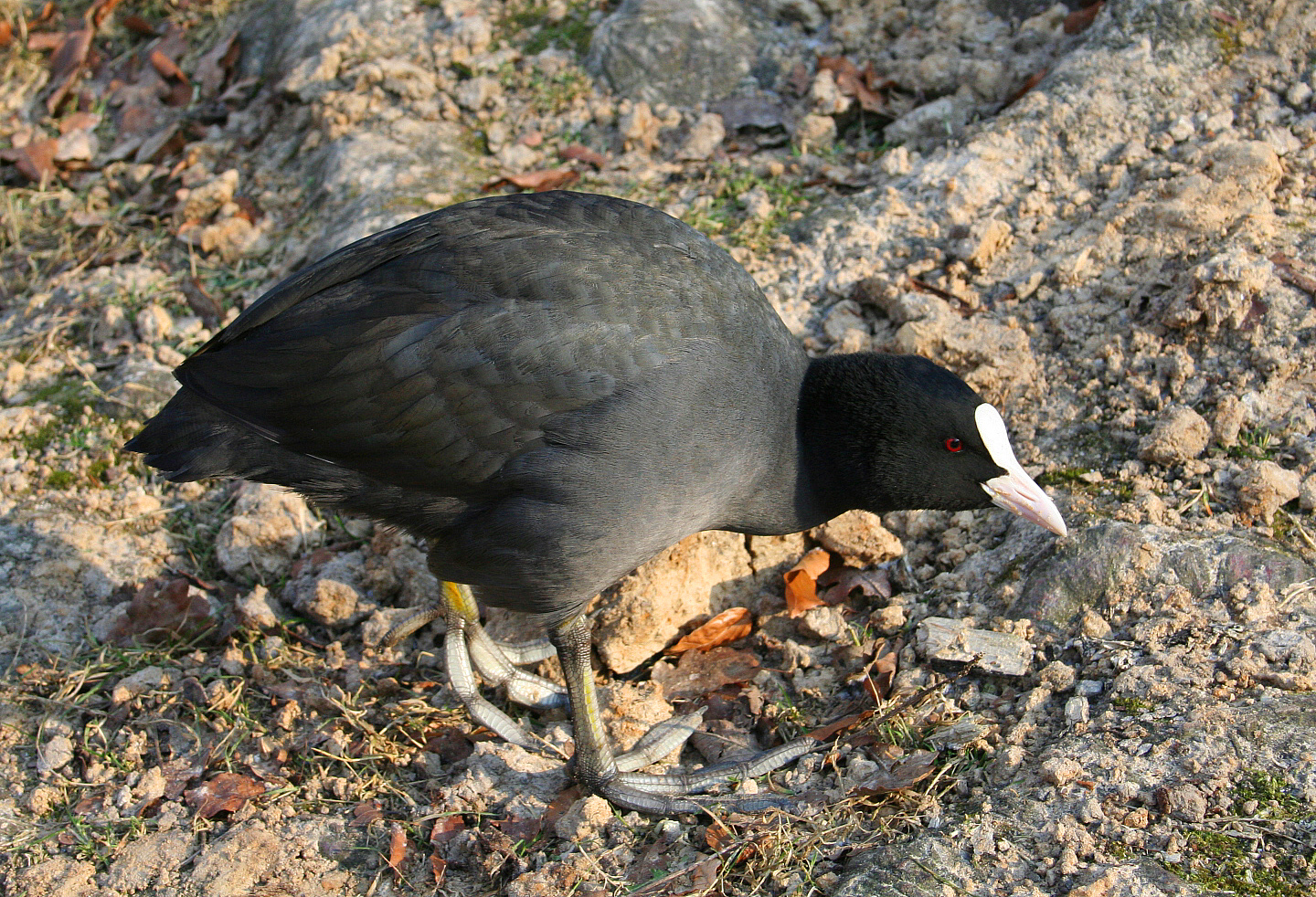
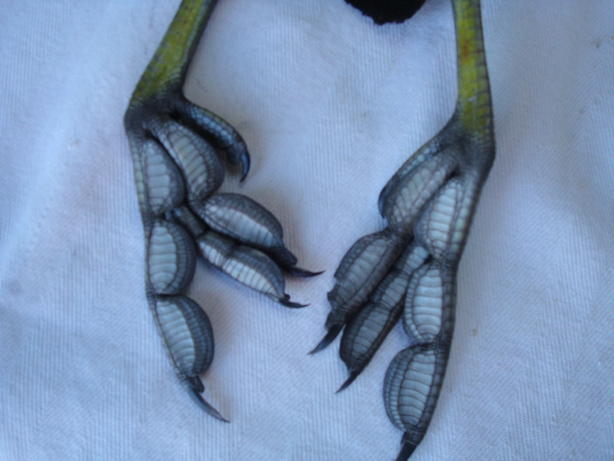
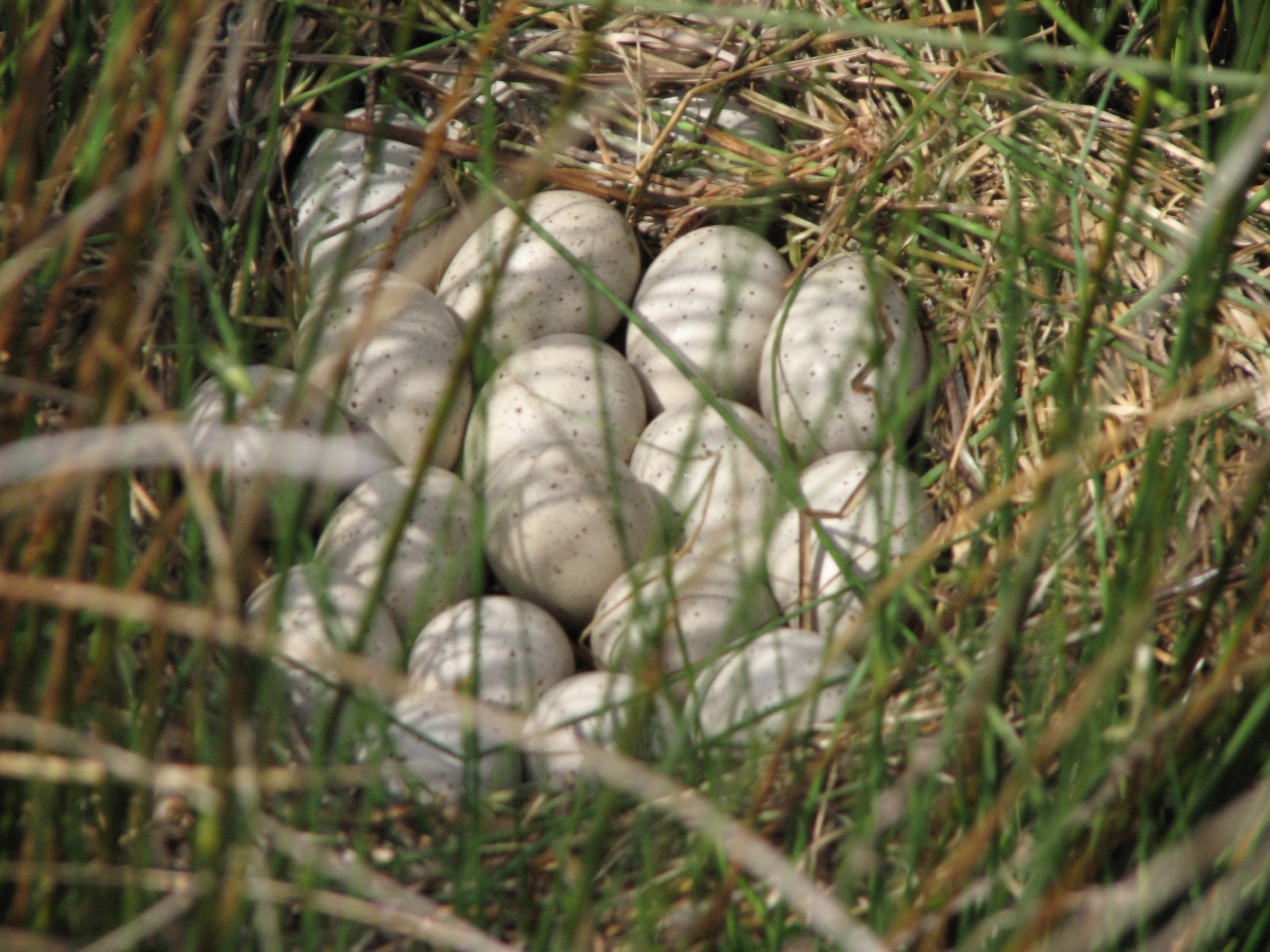
nid et œufs
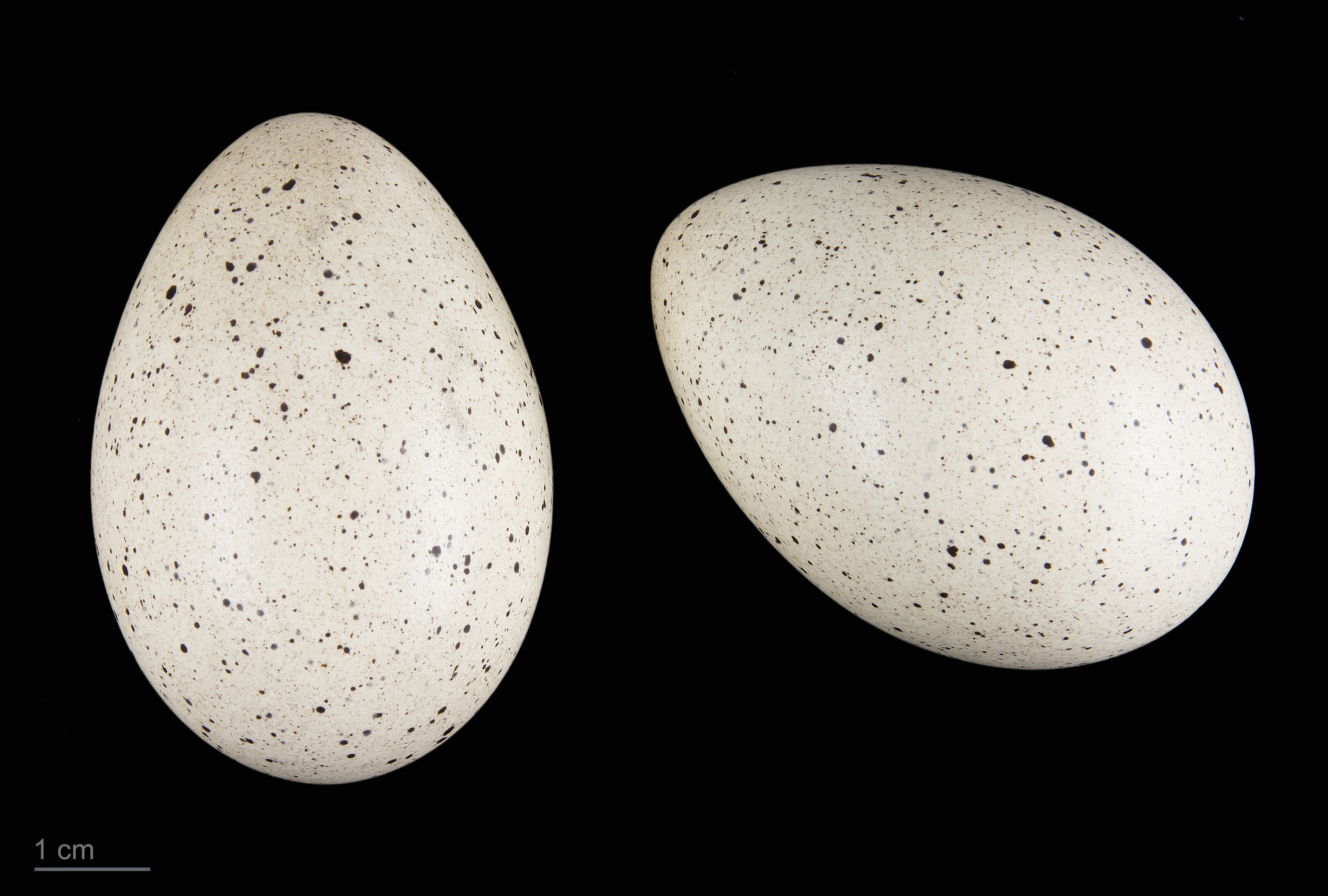
Fulica atra - MHNT
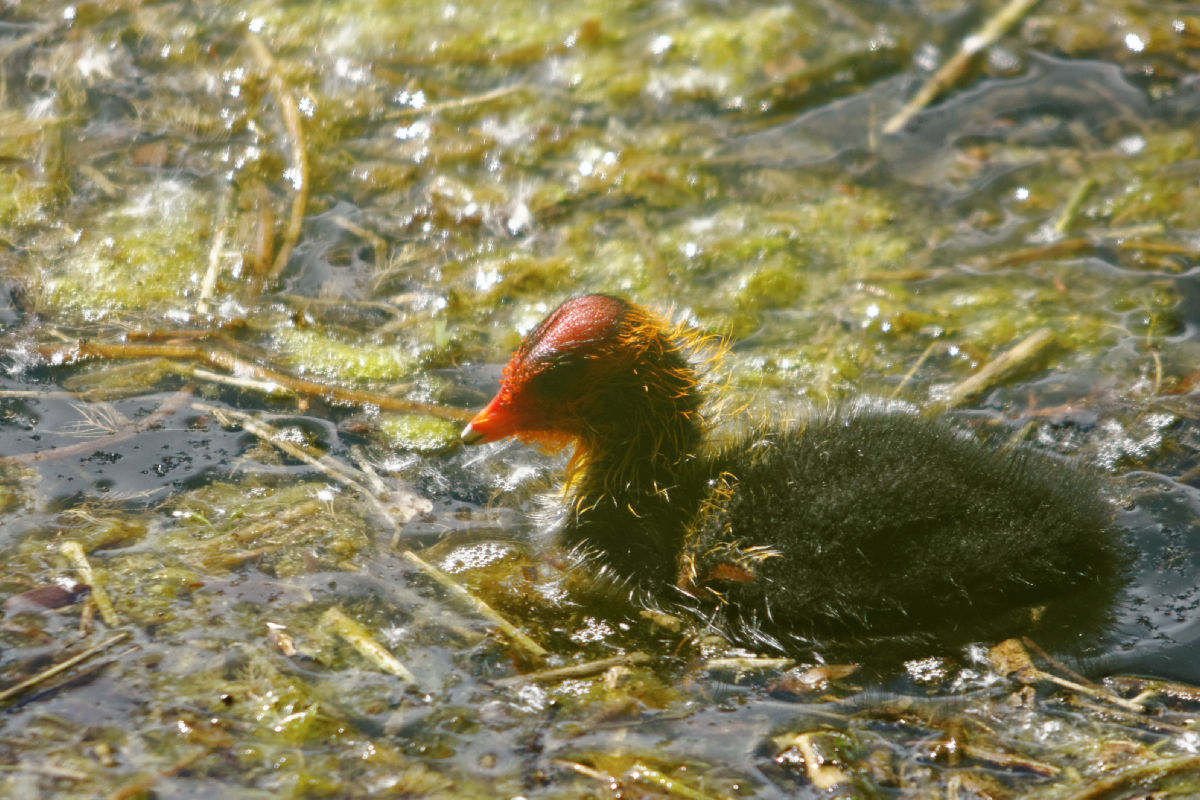
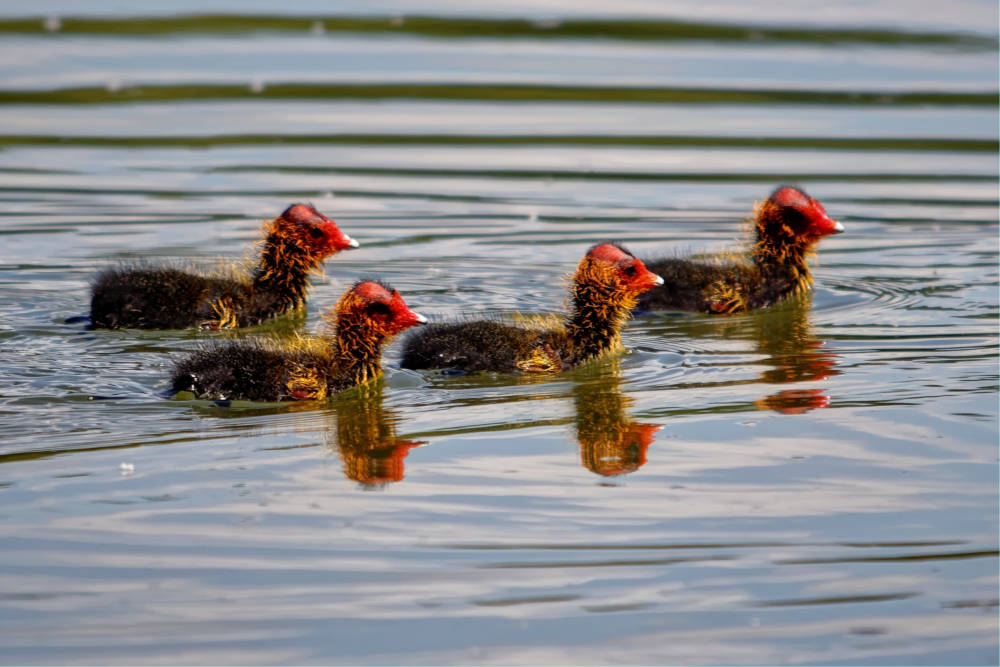
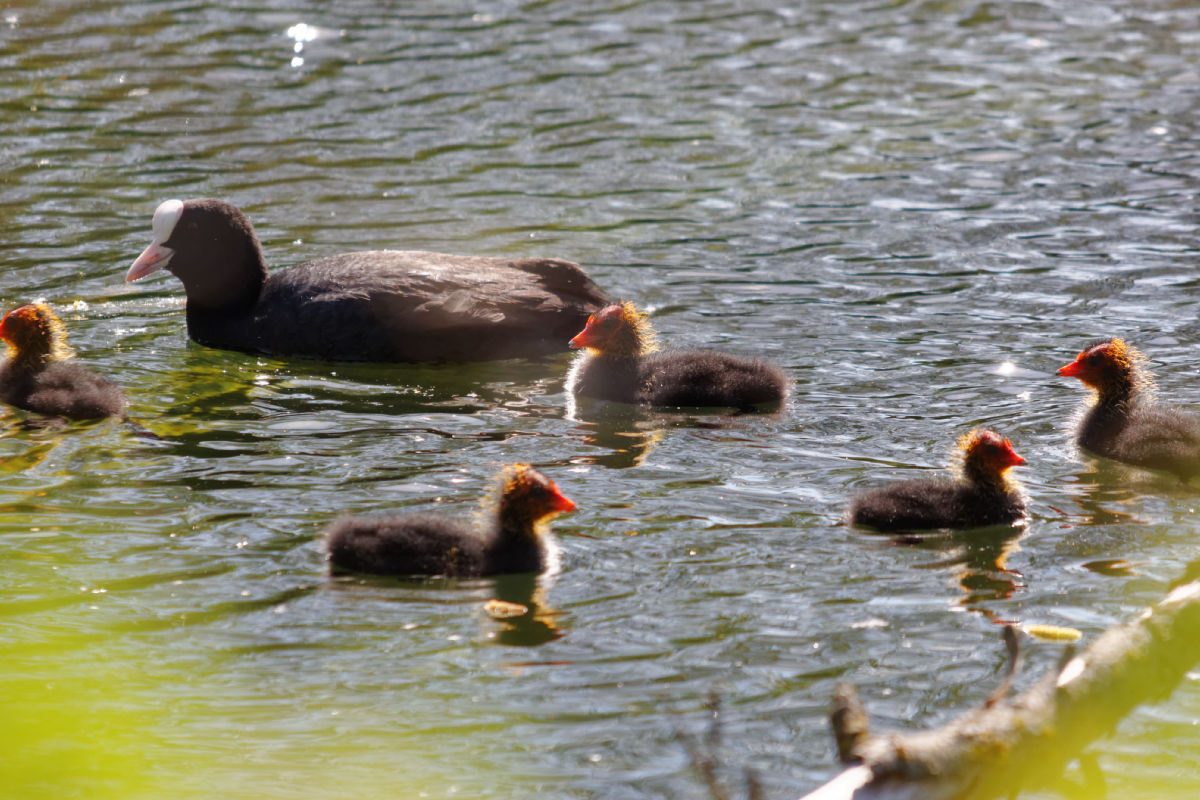
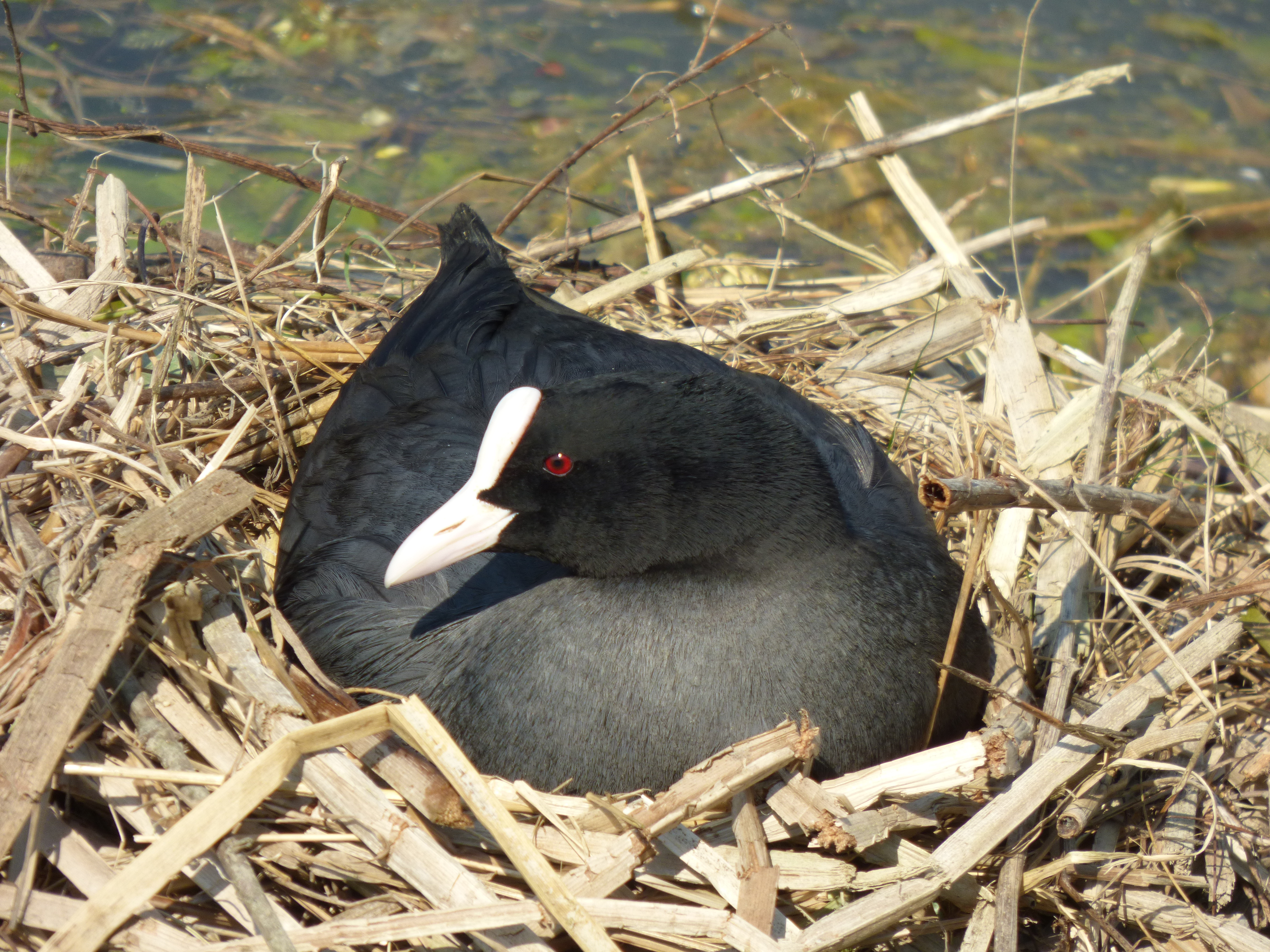